# NGC 3160
NGC 3160 é uma galáxia espiral (S?) localizada na direcção da constelação de Leo Minor. Possui uma declinação de +38° 50' 34" e uma ascensão recta de 10 horas, 13 minutos e 55,2 segundos.
A galáxia NGC 3160 foi descoberta em 27 de Março de 1854 por William Parsons.